# Демаринское сельское поселение
Дема́ринское се́льское поселе́ние — упраздненное в 2024 муниципальное образование в Пластовском районе Челябинской области Российской Федерации. Поселению соответствовала административно-территориальная единица Демаринский сельсовет (Постановление Заксобрания Челябинской области от 25 мая 2006 года N 161 «Об утверждении перечня муниципальных образований (административно-территориальных единиц) Челябинской области и населённых пунктов, входящих в их состав»).
Административный центр — село Демарино.

## История
Статус и границы сельского поселения установлены Законом Челябинской области от 24 июня 2004 года № 248-ЗО «О статусе и границах Пластовского муниципального района, городского и сельских поселений в его составе».
Упразднено Постановлением Губернатора Челябинской области от 22.01.2024 № 10 «О согласовании административно-территориальных преобразований в Пластовском районе».

## Население
| 2002  | 2010  | 2011  | 2012  | 2013  | 2014  | 2015  |
| ----- | ----- | ----- | ----- | ----- | ----- | ----- |
| 1965  | ↘1871 | ↘1866 | ↘1864 | ↘1845 | ↘1796 | ↘1761 |
| 2016  | 2017  | 2018  | 2019  | 2020  | 2021  |       |
| ↘1751 | ↘1710 | ↘1695 | ↘1652 | ↘1635 | ↘1382 |       |

## Состав сельского поселения
| № | Населённый пункт | Тип населённого пункта       | Население |
| - | ---------------- | ---------------------------- | --------- |
| 1 | Демарино         | село, административный центр | ↗1049     |
| 2 | Котлик           | посёлок                      | ↘109      |
| 3 | Кукушка          | село                         | ↘110      |
| 4 | Михайловка       | село                         | ↗272      |
| 5 | Новый Кумляк     | село                         | ↘180      |
| 6 | Старый Кумляк    | село                         | ↘151      |